# Johann V. (Teschen-Zator)
Johann V. von Zator (auch Johann/V. von Zator-Teschen, Hanuš von Zator; nach anderer Zählung manchmal auch Johann IV. von Zator; * um 1455; † 17. September 1513) war von 1468 bis zu seinem Tod 1513 Herzog von Zator, das er 1494 an den polnischen König Johann Albrecht verkaufte. 

## Leben
Johann V. entstammte dem Teschener Zweig der Schlesischen Piasten. Seine Eltern waren Wenzel I. und dessen aus Sewerien stammende Ehefrau Maria Kopczowska († nach 1468). Zwischen 1475 und 1477 vermählte er sich mit Barbara, einer Tochter des Teschener Herzogs Boleslaus II, die vorher mit dem Herzog Balthasar von Sagan. verheiratet gewesen war. Die Ehe blieb kinderlos.
Nach dem Tod des Vaters 1465 erbten Johann V. und seine älteren Brüder Kasimir II., Wenzel II. sowie der jüngere Bruder Wladislaus das Herzogtum Zator, das sie zunächst gemeinsam verwalteten. 1474 teilten sie es in zwei Teile, deren Grenze die Skawa bildete. Die älteren zwei Brüder erhielten den östlichen Teil, während den jüngeren Brüdern Johann V. und Wladislaus der westliche Teil zugewiesen wurde. Die abseits der Skawa liegende Stadt Zator und das dortige Schloss wurden ebenfalls geteilt. 
Da die beiden älteren Brüder Kasimir und Wenzel nicht mehr am Leben waren, konnte Johann V. nach dem Tod des jüngsten Bruders Wladislaus 1494 alle Gebietsanteile des Herzogtums Zator in seiner Hand vereinen. Am 29. Juli 1494 verkaufte er es dem polnischen König Johann Albrecht, der ihm im Gegenzug eine lebenslange Nutznießung einräumte. Seinen Herzogstitel durfte er bis an sein Lebensende führen. Mit seinem Tod 1513 wurde sein Herzogtum von Schlesien bzw. der Krone Böhmen gelöst und in die Krone Polen inkorporiert.
Mit Johanns V. Tod erlosch die legitime Teschener Stammlinie Zator. Johanns außerehelicher gleichnamiger Sohn, der manchmal als Johann/Hanuš VI. (und nach anderer Zählung als Johann/Hanuš V.) bezeichnet wird, überlebte ihn um sieben Jahre. 